# Charbonnages de France
Charbonnages de France (CdF) war ein französischer Staatskonzern, welcher für die Förderung der französischen Steinkohle von 1946 bis 2004 zuständig war. 2007, drei Jahre nach Schließung der letzten Zeche, wurde er geschlossen. Der Förderungshöhepunkt wurde 1958 erreicht; 1960 wurden mit über 200.000 Bergmännern 57 Mio. t Kohle gefördert.

## Reviere
- Nordfranzösisches Kohlerevier (französisch Nord Pas-de-Calais, HBNPC)
- Lothringen (HBL)
- Centre Midi (HBCM)
  - Dauphiné
  - Provence
  - Cevennen
  - Aquitanien
  - Auvergne
  - Saint-Étienne
  - Blanzy